# Nassíria
Nassíria (em árabe: الناصرية; romaniz.: An Nāşirīyah) é uma pequena cidade localizada próxima ao sul do rio Eufrates, no Iraque. Neste local esteve baseado o contingente português da Guarda Nacional Republicana, durante a Guerra do Iraque.